# N'oubliez pas la formule
Pour les articles homonymes, voir Free for All.
Pour plus de détails, voir Fiche technique et Distribution.
N'oubliez pas la formule (Free for All) est un film américain en noir et blanc réalisé par Charles Barton, sorti en 1949.

## Synopsis
Christopher Parker invente une pilule qui peut transformer l'eau en essence. Alors qu'il se trouve à Washington pour enregistrer son brevet, il tombe amoureux de la fille de son hôte, Ann. Elle travaille pour une grande compagnie pétrolière, laquelle est intéressée par la formule. Christopher est sur le point de signer un contrat avec eux, mais un criminel évadé les séquestre tous. Christopher tombe dans un puits, perd la mémoire. Tout semble perdu.

## Fiche technique
- Titre original : Free for All
- Réalisation : Charles Barton
- Scénario : Robert Buckner
- Musique : Frank Skinner
- Dialogues : Herbert Clyde Lewis
- Photographie : George Robinson
- Montage : Ralph Dawson
- Producteur : Robert Buckner
- Société de production et de distribution : Universal Pictures
- Pays de production :  États-Unis
- Langue d'origine : anglais américain
- Lieu de tournage : Los Angeles
- Format : noir et blanc — 35 mm — 1,37:1 — son : mono (Western Electric Recording)
- Genre : comédie
- Durée : 83 minutes
- Dates de sortie : 
  - États-Unis : 29 novembre 1949
  - France : 22 mai 1953

## Distribution
- Robert Cummings : Christopher Parker
- Ann Blyth : Alva Abbott
- Percy Kilbride : Henry J. Abbott
- Ray Collins : A.B. Blair
- Donald Woods : Roger Abernathy
- Mikhail Rasumny : Dr Axel Torgelson
- Percy Helton : Joe Hershey
- Harry Antrim : M. Whiting
- Wallis Clark : M. Van Alstyne
- Frank Ferguson : Hap Ross
- Dooley Wilson : Aristotle